# Tomas Sosa
Pour les articles homonymes, voir Sosa.
Tomas Sosa est un joueur d'échecs argentin né le 9 septembre 1998 à Buenos Aires, grand maître international depuis 2022.
Au 1er mai 2024, il est le deuxième joueur argentin avec un classement Elo de 2 575 points.

## Biographie et carrière
Tomas Sosa est né en septembre 1998 à Buenos Aires. Il finit deuxième du festival panaméricain de la jeunesse (moins de 16 ans) en 2014 et troisième en 2015. En 2014, il finit à la 23e place lors du championnat du monde des moins de 16 ans de 2014 avec 6,5 points sur 11.
En avril 2015, il remporte le championnat d'Argentine junior (moins de 20 ans) avec 6,5 points sur 8 à Buenos Aires.
En décembre 2016, il remporte le tournoi de MI Universidad de La Punta avec 7 points sur 8.
En juin 2018, il finit onzième du championnat continental panaméricain disputé à Montevideo en Uruguay. En juillet 2018, il marque la moitié des points (6,5/13) au championnat d'Argentine d'échecs.
En décembre 2018, il finit 11e-12e du tournoi international Sunway de Sitges (avec 7 points sur 10).
En août 2020, il remporte le tournoi fermné de grands maîtres de Barcelone avec 7,5 points sur 9.
En décembre 2020, il remporte le tournoi de MI de Las Palmas (FEDA) avec 7,5 points sur 9.
En juillet 2021, il remporte l'open de Valence en Espagne avec 8 points sur 9 et finit quatrième de l'open de Benasque avec 7,5 points sur 10.
En septembre 2021, il remporte l'open de San Cristóbal de La Laguna avec 7,5 points sur 9.
En juillet 2022, il finit premier ex æquo et sixième au départage de l'open de Benasque avec 8 points sur 10.
Il obtient le titre de grand maître international en 2022.
En septembre 2022 et septembre 2023, il remporte à nouveau l'open de San Cristóbal de La Laguna avec 7,5 points sur 9 en 2022 et 8 points sur 9 en 2023.
En janvier 2024, Sosa finit deuxième ex æquo (troisième au départage) de l'open de Roquetas de Mar avec 7 points sur 9.